# منتخب بابوا غينيا الجديدة لسباعيات الرغبي للسيدات
منتخب بابوا غينيا الجديدة لسباعيات الرغبي للسيدات (بالإنجليزية: Papua New Guinea women's national rugby sevens team)‏ هو ممثل بابوا غينيا الجديدة الرسمي في المنافسات الدولية في سباعيات الرغبي للسيدات.